# Trikloreten
Trikloreten (trivialnamn tri), C2HCl3, förr trikloretylen, är vid rumstemperatur en färglös vätska med karakteristisk kloroformliknande lukt. Ämnet framställs ur tetrakloretan genom kokning med kalk, är olösligt i vatten och beständigt mot alkali samt angriper ej metaller. Ämnet är obrännbart, kokar vid 87,2 °C och har en densitet på 1,47 gram per kubikcentimeter.

## Användning
Trikloretylen har använts som lösningsmedel för fett. Några tillämpningar var:
- Avfettning före ytbehandling av metallföremål
- fläckborttagning på textilier
- kemisk tvätt

Ämnet har också använts som utgångsmaterial för syntes av ett flertal organiska ämnen.
Tri löser vissa plaster, och kan/kunde därför användas för limning ("kallsvetsning") av dessa. Mot polystyren reagerar tri skadligt, genom att inte lösa utan i stället initiera sprickbildning.

## Hälsofara och förbud
Ämnet har haft användning som narkosmedel. Denna egenskap har medfört sniffning. Ämnet är numera även klassat som cancerogent och skadligt för nervsystemet. Av dessa anledningar säljs tri ej längre i öppna handeln, och av arbetsmiljöskäl förbjöds 1996 användningen av tri helt i Sverige.
Vid upphettning kan bildas den farliga gasen fosgen (karbonylklorid).
Som ersättningmedel för tri, till exempel i kemtvättautomater, används det mindre hälsofarliga (men inte helt ofarliga) ämnet perkloretylen.